# Gustav von Below (General, 1791)
Gustav Friedrich Eugen von Below (* 7. März 1791 auf Trakehnen; † 30. November 1852 in Königsberg) war ein preußischer Generalleutnant und Mitglied des Ostpreußischen Provinziallandtages.

## Leben

### Herkunft
Gustav war ein Sohn von Friedrich Karl Ludwig von Below (1750–1848) und dessen Ehefrau Friederike Charlotte, geborene Freiin von Stiern (* 1. April 1770; † 14. September 1828). Sein Vater war Premierleutnant a. D., zuletzt im Dragonerregiment „von Hertzberg“, preußischer Landstallmeister in Trakehnen sowie Herr auf Lugowen.

### Militärkarriere
Below trat am 1. Juli 1805 als Junker in das Dragonerregiment „von Auer“ der Preußischen Armee ein und kam nach dem Frieden von Tilsit als Sekondeleutnant Ende Dezember 1807 in das Ostpreußische Kürassier-Regiment. 1810/11 war er zur weiteren Ausbildung an die Allgemeine Kriegsschule kommandiert und nahm 1812 im Stab des Generals von Massenbach an preußischen Feldzug teil. Below kämpfte bei Eckau, Mesothen sowie Friedrichstadt und wurde für sein Verhalten am 19. Oktober 1812 mit dem Orden Pour le Mérite ausgezeichnet.
Am 22. Juli 1813 wurde Below in die Adjutantur versetzt. Während der Befreiungskriege kämpfte er in den Schlachten bei Großgörschen, Bautzen, an der Katzbach (verwundet), Laon, Paris und Belle Alliance sowie den Gefechten bei Danniglow, Alsleben, Königswartha, Löwenberg, Saint-Dizier, La Chaussee, Chalons, Mery, Berry-au-Bac, Fere-Champenoise und Claye. Für Großgörschen erhielt Below das Eiserne Kreuz II. Klasse und den Orden des Heiligen Wladimir IV. Klasse sowie für Belle Alliance Eiserne Kreuz I. Klasse. In der Zeit wurde er am 10. Januar 1814 zum Premierleutnant und am 11. April 1814 zum Stabsrittmeister befördert. Am 30. März 1815 folgte seine Versetzung in den Generalstab sowie am 7. Juni 1815 die Beförderung zum Rittmeister.
Als Major wurde Below am 15. Dezember 1819 zum Kronprinzen Wilhelm kommandiert, da dessen bisheriger Adjutant Oberst Wilhelm von Schack schwer erkrankt war. Am 30. März 1821 wurde er in den Generalstab des II. Armee-Korps versetzt. Daran schloss sich vom 5. April 1830 bis zum 2. Februar 1833 eine Verwendung als Abteilungschef im Großen Generalstab an. Ausgezeichnet mit dem Johanniterorden und dem Dienstkreuz übernahm Below anschließend das Kommando über das 1. Husaren-Regiment. In dieser Stellung avancierte er am 30. März 1834 zum Oberstleutnant sowie ein Jahr später mit Patent vom 16. April 1835 zum Oberst. Am 30. September 1835 erhielt er den Orden der Heiligen Anna II. Klasse. Auf Wunsch des Kronprinzen wurde Below am 5. Mai 1838 zu dessen zweiten Adjutanten ernannt und dem 1. Husaren-Regiment aggregiert. Am 2. Juli 1839 wurde ihm das Ritterkreuz des Guelphen-Ordens verliehen. Nach der Thronbesteigung des bisherigen Kronprinzen als König Friedrich Wilhelm IV. wurde Below am 13. Juni 1840 zu dessen diensttuenden Flügeladjutanten mit einer jährlichen Zulage von 800 Talern ernannt. In dieser Stellung wurde ihm am 28. Januar 1841 das Komturkreuz des Verdienstordens vom Heiligen Michael verliehen. Am 7. April 1842 wurde Below zum Generalmajor à la suite des Königs befördert. Auf eigenen Wunsch wurde er von seiner Stellung als Flügeladjutant entbunden und am 16. November 1848 zum Kommandeur der 1. Division ernannt. Am 17. November 1848 erhielt er das Großkreuz des Schwertordens und am 8. Mai 1849 folgte seine Beförderung zum Generalleutnant. Krankheitsbedingt nahm Below am 9. November 1852 seinen Abschied mit der gesetzlichen Pension. Der König würdigte ihn anschließend noch durch die Verleihung des Roten Adlerordens I. Klasse mit Eichenlaub. Er starb bereits am 30. November 1852 in Königsberg.

## Politik
Below war Herr auf Rutzau (Rzucewo) und Schlatau (Kreis Putzig). 1831 bis 1843 war er Mitglied im Provinziallandtag der Provinz Preußen für den Stand der Ritterschaft von Westpreußen. 1842 war er Mitglied der vereinigten ständischen Ausschüsse. 1849 bis 1851 war er Mitglied der 2. Preußischen Kammer für den Wahlbezirk Danzig, Kreis Neustadt. 1850 war er Mitglied des Volkshauses des Erfurter Unionsparlaments.

## Puppenspiel
Überraschenderweise hat Below auch einen Beitrag im Bereich des Puppenspiels geliefert. Er ließ 1832 das Puppenspiel Doctor Faust oder der große Negromanist drucken. Es war eine Liebhaberausgabe von 24 Exemplaren, die er an Freunde verschickte. Es ist das erste Werk dieser Art und daher pupenspielhistorisch von großem Wert.

## Familie
Below heiratete am 26. August 1820 Emma Karoline Friederike Alexandrine Gräfin von Keyserlingk (* 26. April 1800; † 6. Dezember 1856). Das Paar hatte mehrere Kinder:
- Karl Emil Gustav (* 4. Juli 1821; † 30. November 1871), Herr auf Rutzau und Schlatau ⚭ Eleonore Melitta Behrend (1829–1875)
- Lydia (* 1822; † Jung)
- Emma (* 24. September 1823; † 13. Juni 1883)
- Friedrich Karl Bogislav (* 5. September 1825; † 14. Februar 1875), Herr auf Serpenten ⚭ 1853 Maria Karoline Elisabeth von der Goltz (* 14. Oktober 1835; † 5. Juni 1905). Sie war eine Tochter von Ferdinand von der Goltz (1792–1859) und der Karoline von Götzen (1807–1884). Aus der Ehe ging der spätere Verfassungs- und Wirtschaftshistoriker Georg von Below (1858–1927) hervor.
- Gertrud Adelheid Clementine (* 16. März 1827; † 18. März 1857) ⚭ 1852 Hermann Graf von Itzenplitz (* 27. Januar 1824; † 14. September 1888), Herr auf Sülldorf, preußischer Landrat[3]
- Cecilie Karoline (* 11. Februar 1830; † 15. Februar 1862) ⚭ 1854 Leonhard Graf von Klinckowström (* 20. Juni 1818; † 18. März 1868)
- Felix Otto (* 11. September 1832; † 15. Dezember 1852), Leutnant
- Hugo Theodor (* 27. April 1835; † 3. Juni 1857)